# Gary Ewing
Gary Ewing, teljes nevén Garrison Arthur Ewing  kitalált szereplő a Knots Landing és a Dallas című sorozatokban. Előbbiben főszerepet, utóbbiban visszatérő szerepet kapott.

## Élete
Garrison Arthur  Ewing néven született 1943-ban, Jock és Ellie Ewing középső fiaként. Első nevét nagybátyja, a halottnak hitt Garrison Southworth után kapta. Testvérei Jockey és Bobby Ewing, míg féltestvére Ray Krebbs. Gary más volt, mint a többi Ewing fiú, amit apja és bátyja, Jockey nem toleráltak. Emiatt Gary inni kezdett. 1958-ban, 15 évesen találkozott Valane (a magyar szinkronban Valerie) Celmensszel, akivel hamarosan összeházasodtak. Mikor 17 éves volt, Gary elhagyta Southfork Ranchet és később Valent is, akitől időközben született egy lánya, Lucy. 
Gary ezután folytatta az ivást, és sokat kártyázott. Végül sikerült leszoknia, de hazamenni nem akart. 1978-ban aztán, amikor Bobby és Pamela egy konferenciára voltak hivatalosak, találkoztak Garyvel (ekkor David Ackroyd játszotta).